# 国会議事堂 (シンガポール)
国会議事堂（こっかいぎじどう、Parliament House, Singapore）は、シンガポール国会の議事堂。シンガポール都心の官庁街に位置している。議会は一院制である。

## 歴史
シンガポールの国会は、1983年に議員定数を増やしたため旧議事堂は手狭となっていた。1989年、ゴー・チョクトン副首相の提案が決め手となり、新議事堂建設の方針が固まった。計画は都市再開発庁のプロジェクトチームが中心となり進められた。議事堂の設計はオーストラリアやヨーロッパの議事堂を参考にして作成された。工事は1995年に着工し1999年に完成した。
新議事堂は市民に開かれた国会を念頭に設計された。傍聴席や学生用の教育施設に広いスペースが割り当てられた。議場はシンガポール川に面した南側に配置されている。議事堂の外観は周辺の歴史的建築と調和するよう色彩と形状が決められた。議事堂の裏手には司法長官の官邸（1864年築）が立地していたが、この建物は改修され議事堂の一部として利用されている。

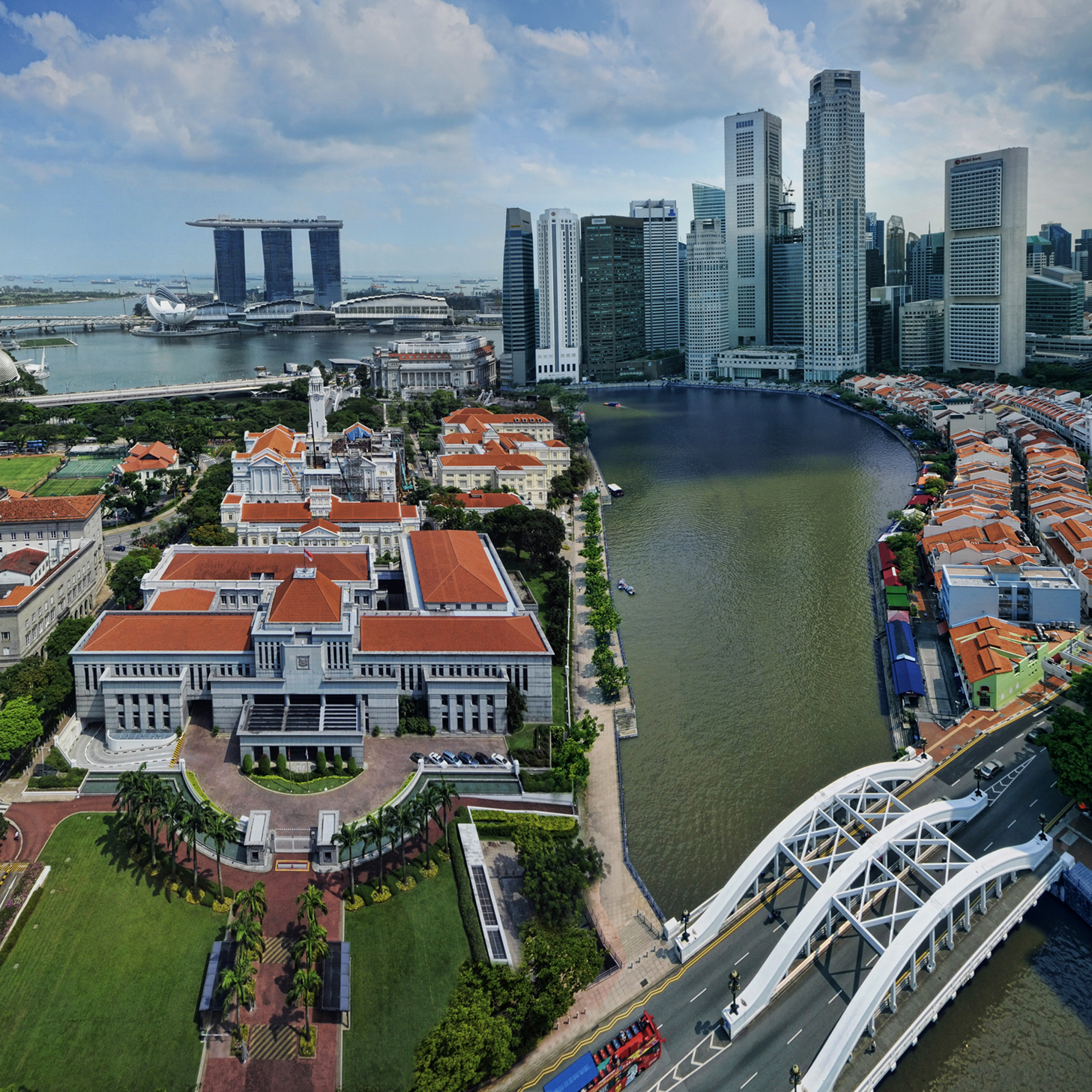
シンガポール川
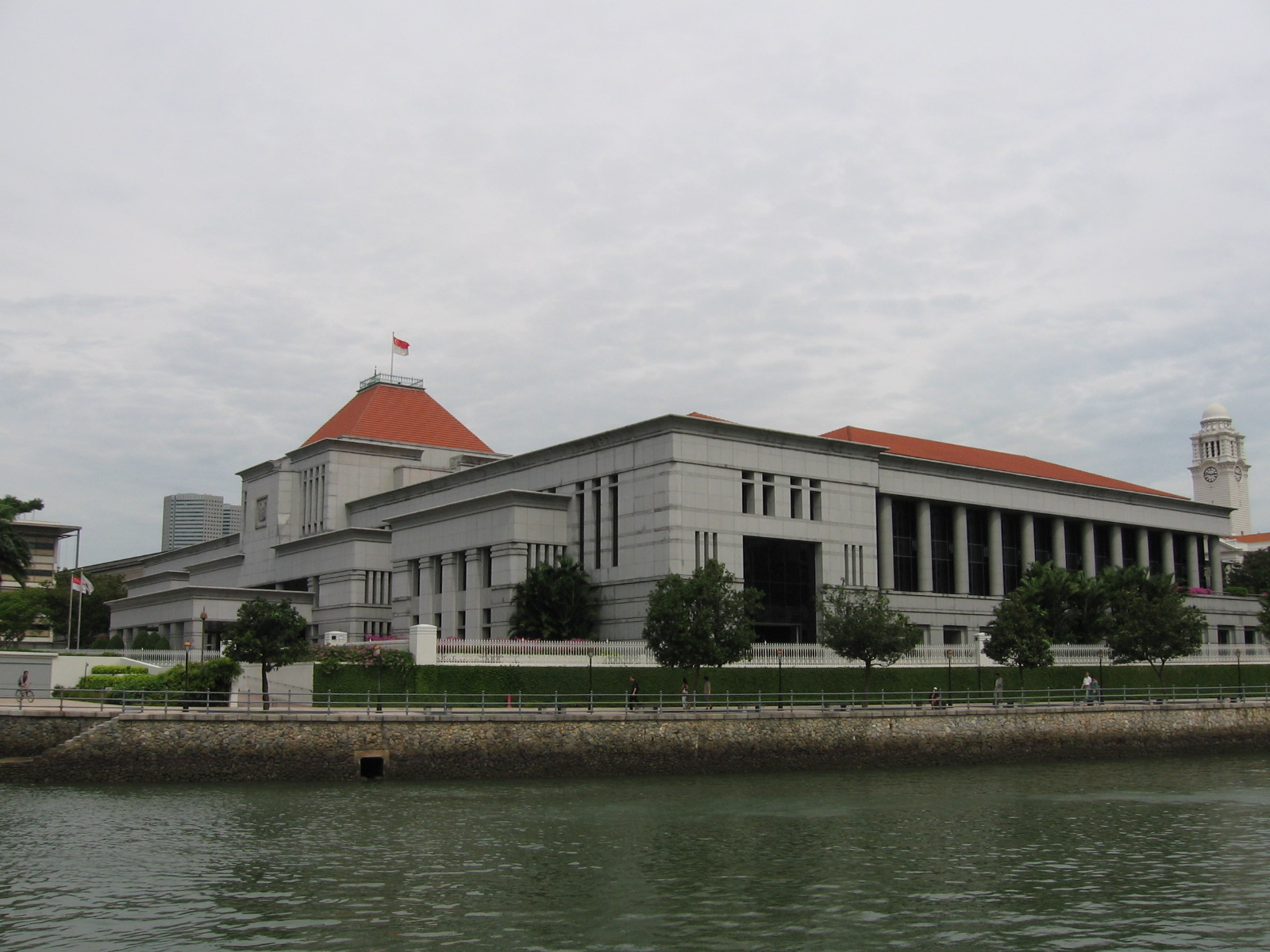
エルギン橋から
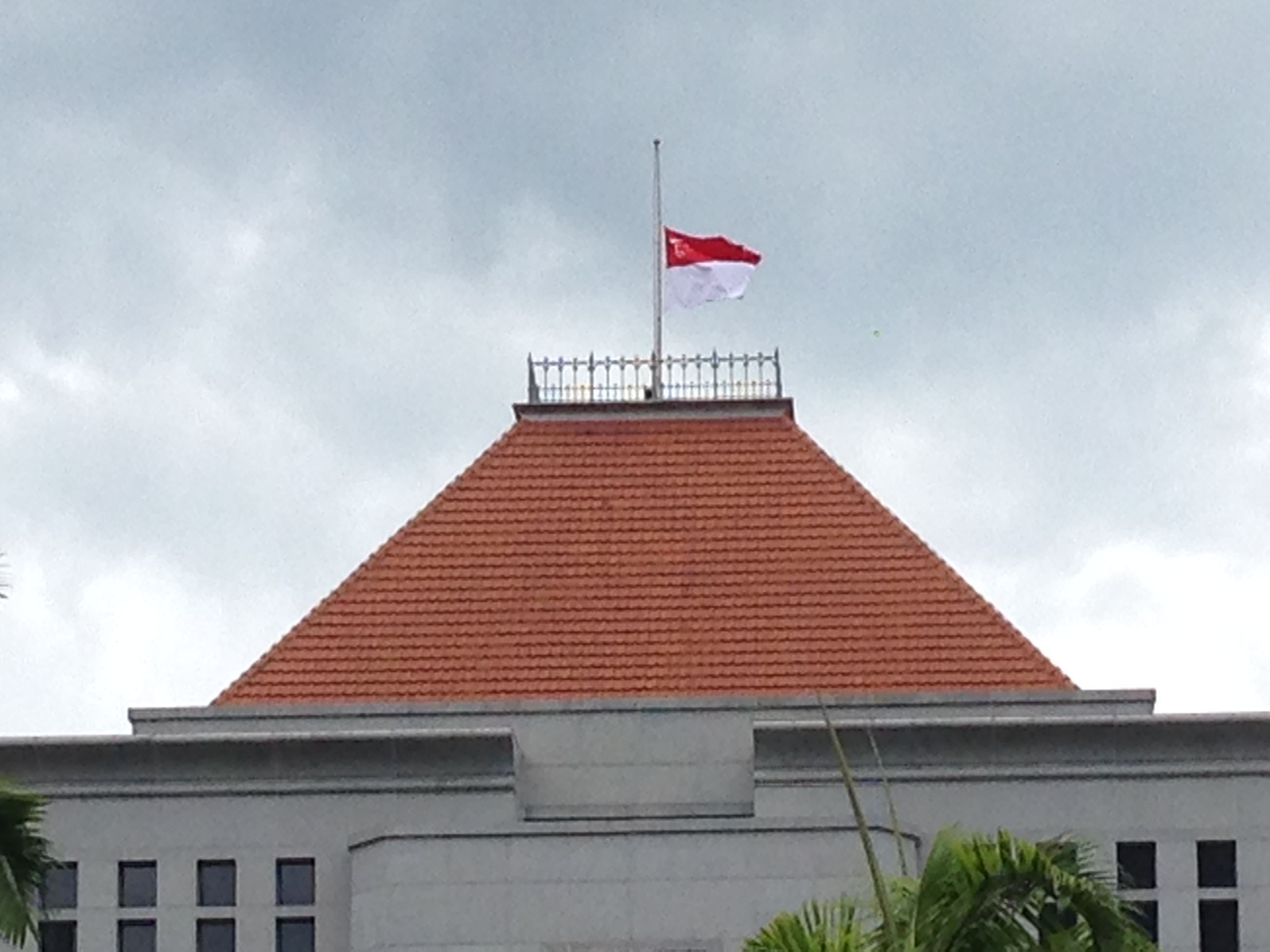
屋根
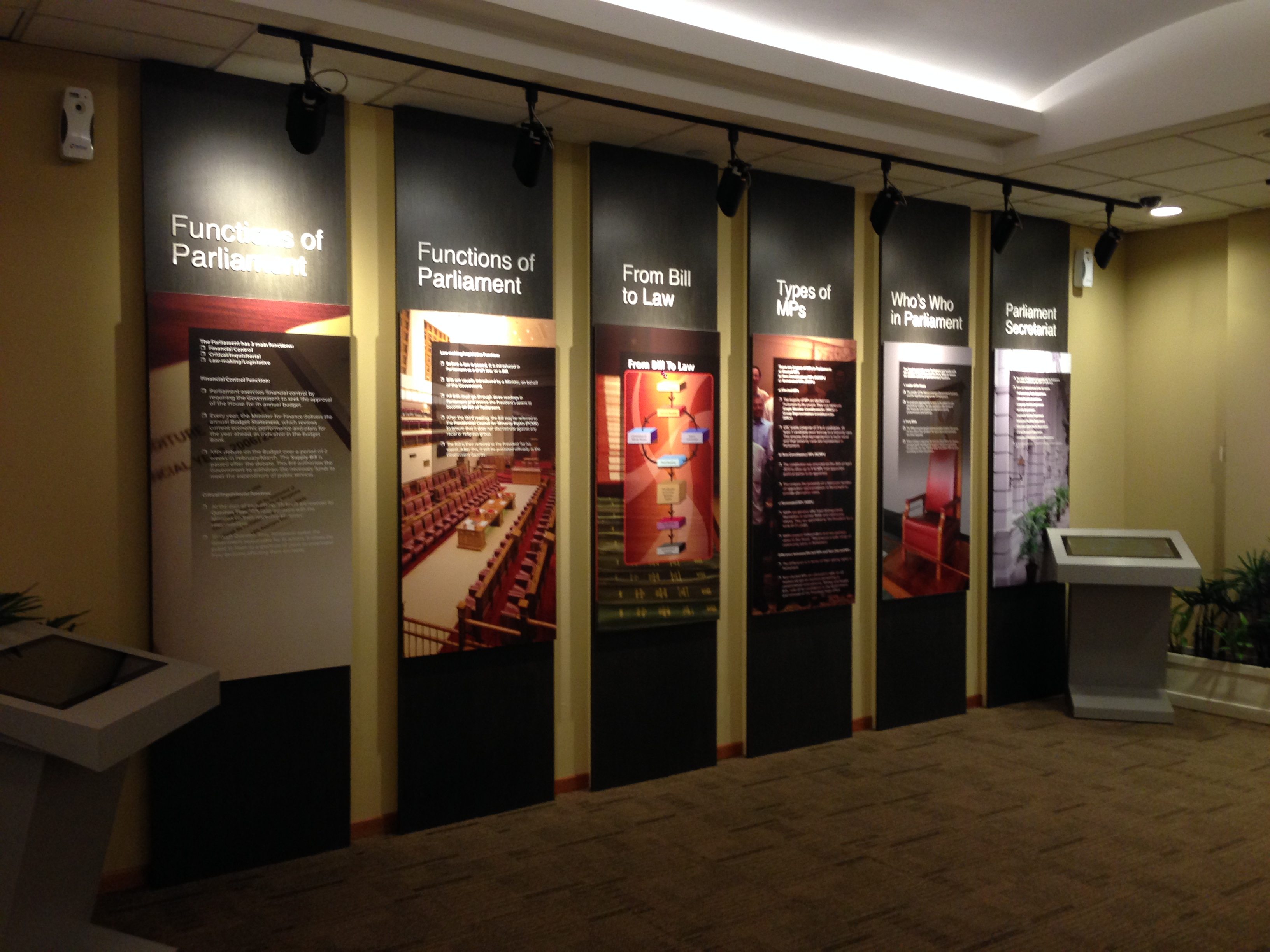
展示室
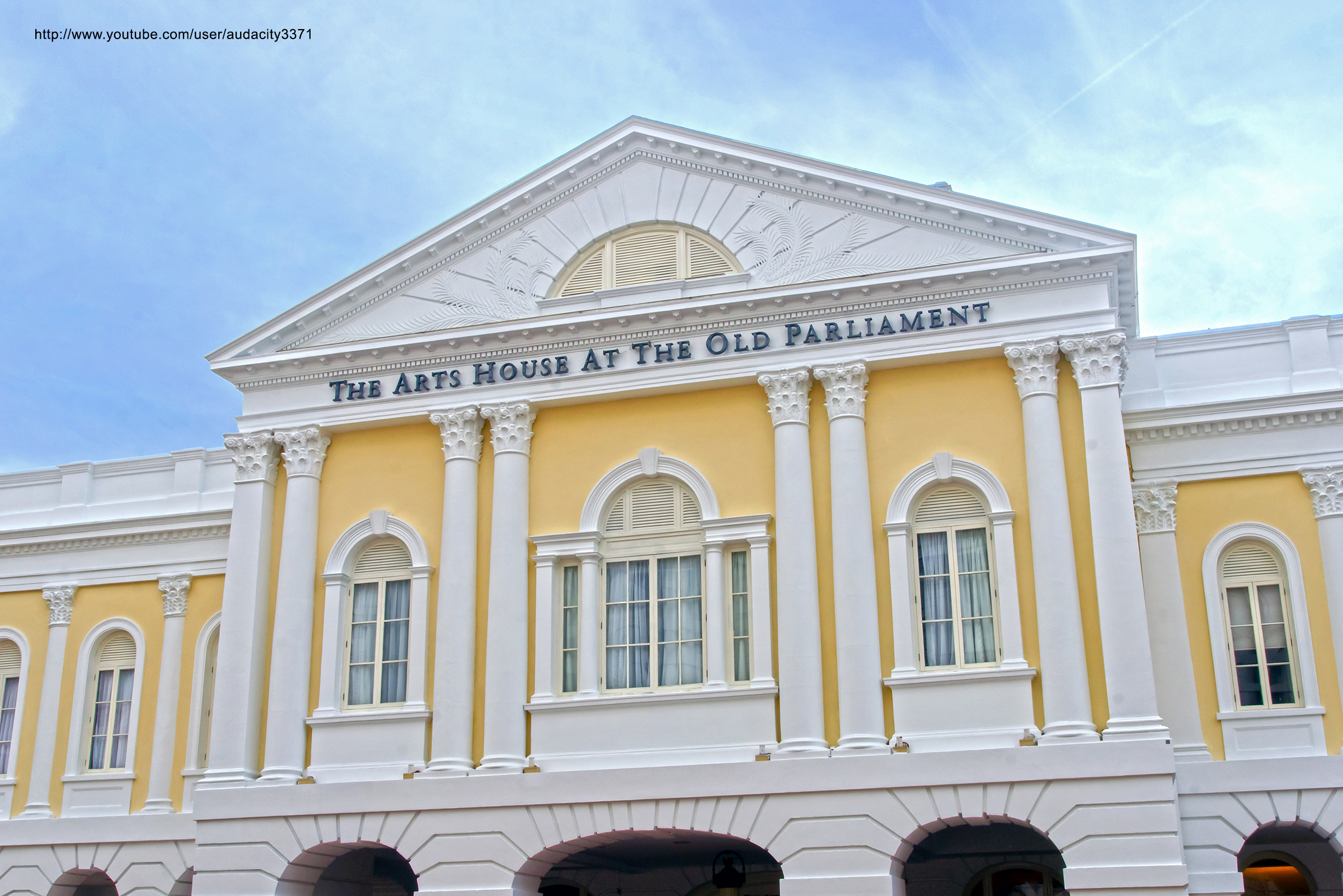
旧議事堂 現在は美術館